# にいがたキッズプロジェクト
にいがたキッズプロジェクトとは新潟放送が取り組んでいる社会貢献活動である。

## 概要
安心して子どもをはぐくめる新潟を目指して
「にいがたキッズプロジェクト」の名の下に、子ども応援隊を結成し、ラジオ・テレビ・イベント・インターネットを通し、新潟県の視聴者と共に子供達が元気に健やかに成長できるような社会環境とは何かを考え、そして育んでいく活動展開を目指すことを目標として開始された。

## 活動内容
- 被災地読み聞かせキャラバン
- 創作絵本づくり
- 萬代橋探検隊
- わいわい動物園とゆきだるま温泉の旅（キューピッドバレイ安塚スキー場）
- たのしいおやつ教室
- キッズフェスティバル
- 伝統工芸に挑戦
- 夏休み電波探検隊
- 親子deキッズクッキング
- 親子ふれあい体験冬のツアーin安塚
- アナウンサー絵本読み聞かせキャラバン
- 親子ふれあい体験ツアーin佐渡
- 親子inキッチンスタジアム

上記の他にも多数のイベントを開催。その他にもイブニング王国!内でキッズプロジェクトのコーナーがある。

## 関連番組及びCM
- ラジオ週刊キッズラジオ～オトナ未満カタログ～ （毎週日曜日9:00～9:30）
- テレビ月刊キッズTV（毎月第一土曜日　10:35~1:50）

- 他にラジオ・テレビCMで、協賛企業メッセージをのせた、子どもたちを育む活動を視聴者に啓蒙している。

## 歴代担当アナウンサー
- 枦山南美
- 實石あづさ